# Tchorna
La Tchorna (en ukrainien : Чорна) ou Tchornaïa (en russe : Чёрная) ou Çorğun (en tatar de Crimée) est un petit cours d'eau de Crimée.
La Tchorna coule dans la partie sud de la péninsule de Crimée. Elle prend sa source dans la vallée de Baïdarskoï et se jette dans la mer Noire près de Sébastopol. Sa longueur est de 34,1 km. Cette rivière est également appelée la « rivière Noire » non pas en raison de sa couleur, mais de ses noms en tatar, Çorğun, en ukrainien Tchorna et en russe Tchiornaïa. C'est l'une des principales sources d'eau potable de la ville qui est protégée par le réservoir du fleuve Noir et la réserve naturelle de Baydar.

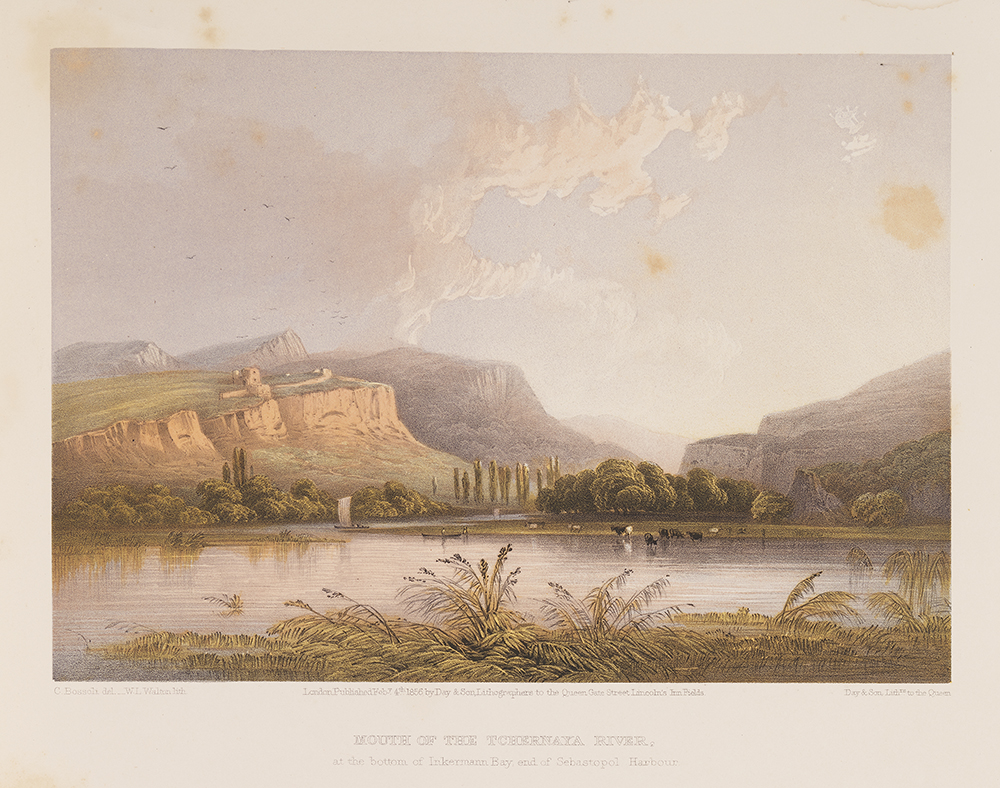
Sur une gravure de 1855, Carlo Bossoli.
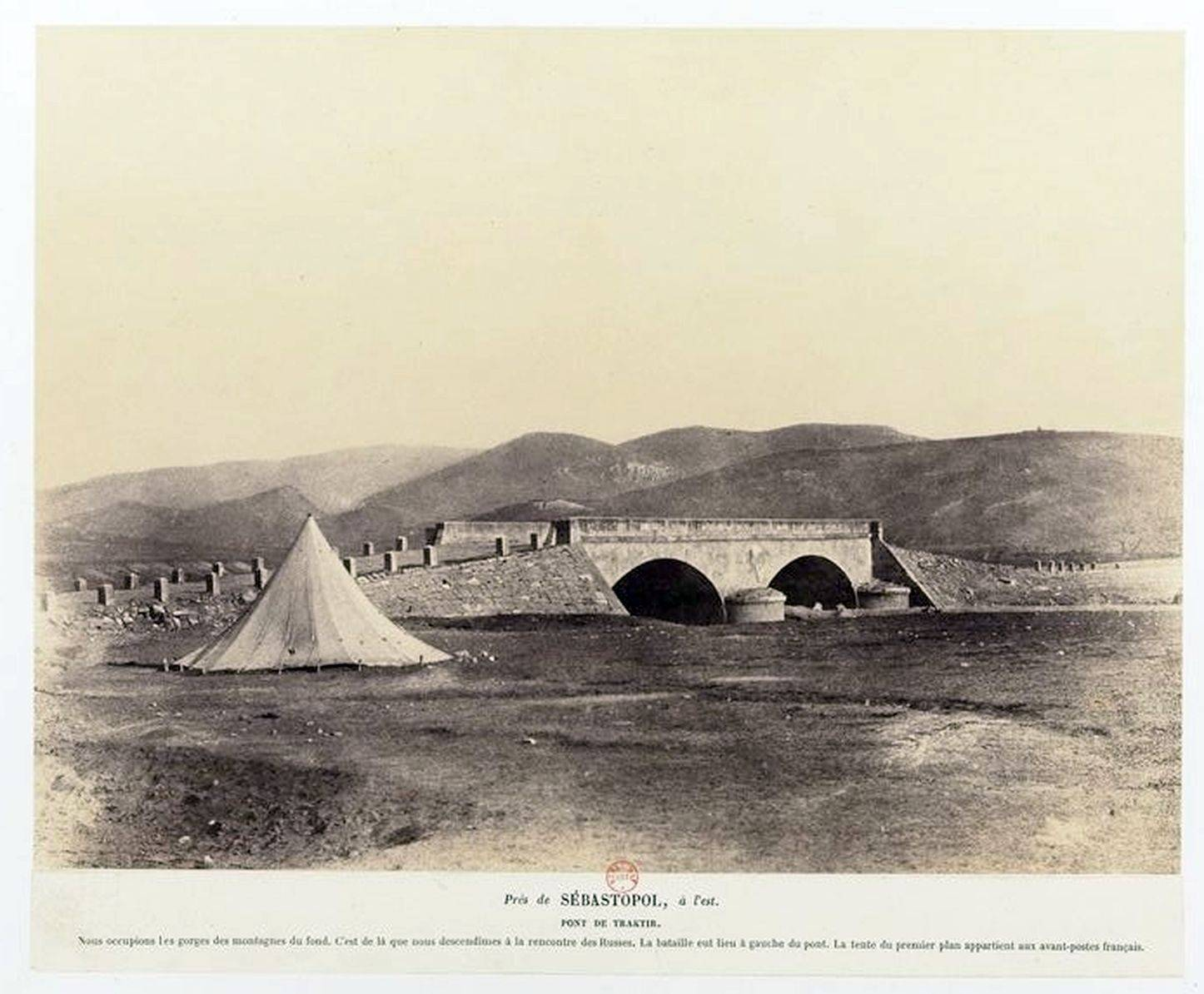
Pont Traktir par Léon-Eugène Méhédin, 1856.
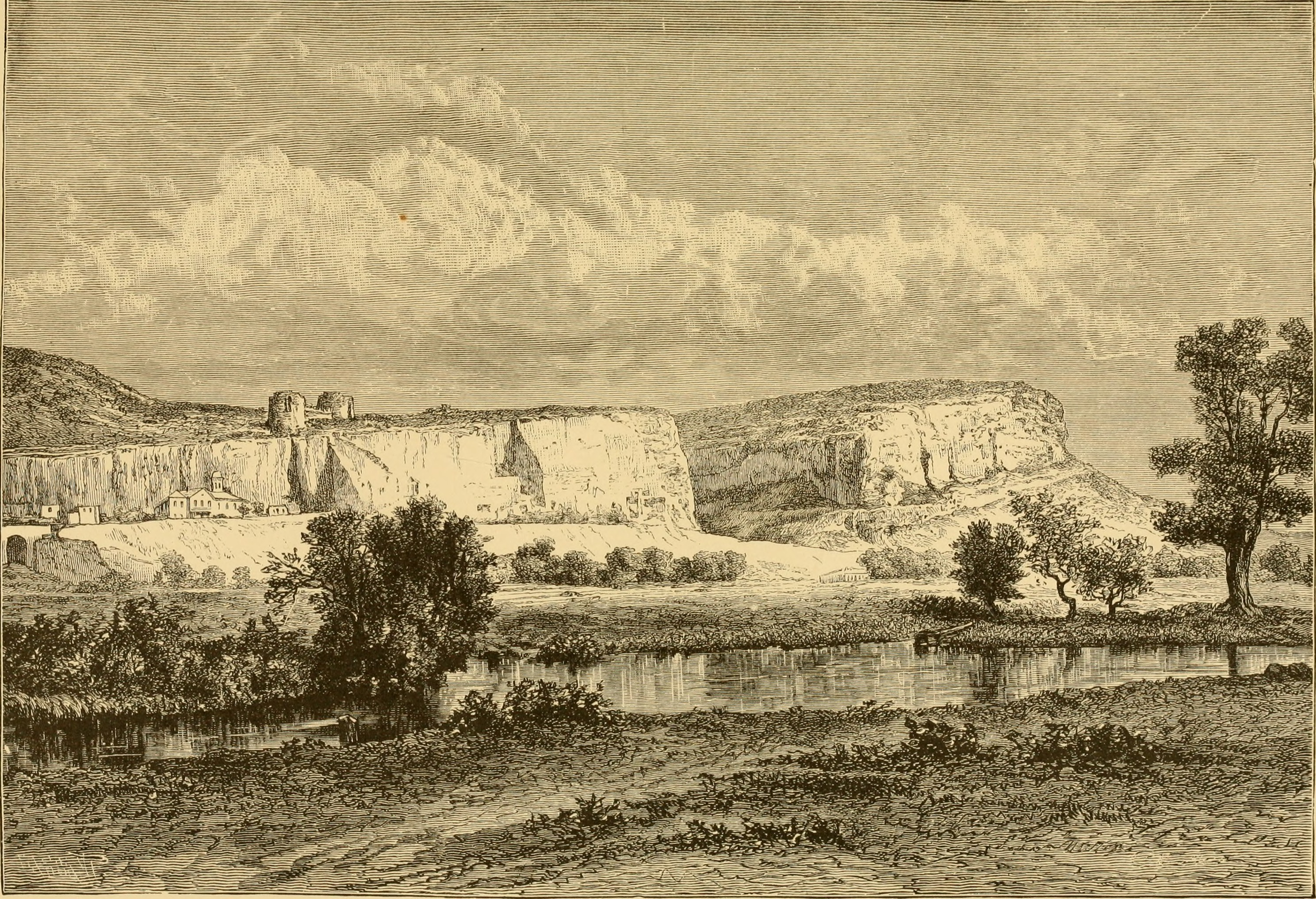
In The earth and its inhabitants de Élisée Reclus, Ravenstein et Ernest George ; 1883, avec le fort Kalamita et le monastère des Grottes d'Inkerman.
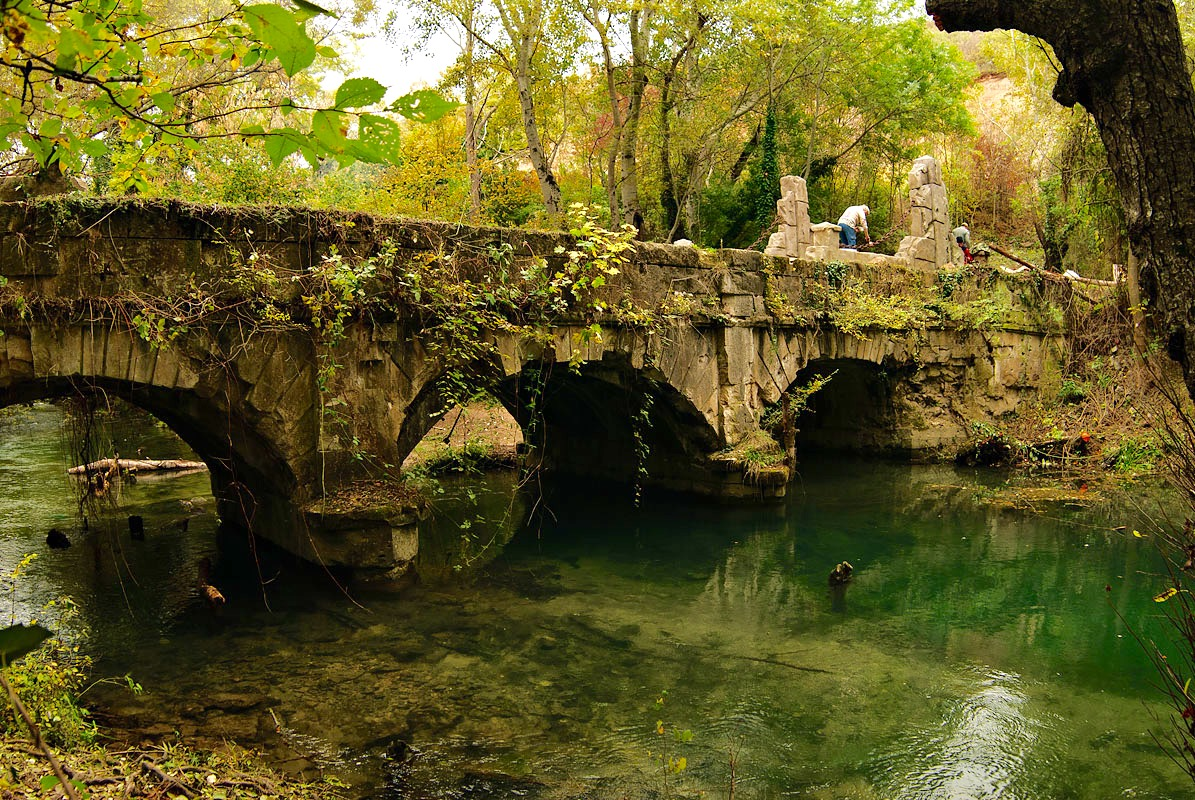
Enjambée par l'aqueduc de Sébastopol.

La Tchorna est célèbre en raison des nombreuses batailles qui se sont déroulées sur ses rives tout au long de l'Histoire. La ville d'Inkerman, site stratégique lors de la guerre de Crimée, est située au bord de la Tchorna.